# Holopogon umbrinus
Holopogon umbrinus là một loài ruồi trong họ Asilidae. Holopogon umbrinus được Back miêu tả năm 1909.